# Nico Motchebon
Nico Motchebon (Berlín, Alemania, 13 de noviembre de 1969) es un atleta alemán retirado especializado en la prueba de 800 m, en la que consiguió ser medallista de bronce mundial en pista cubierta en 1999.

## Carrera deportiva
En el Campeonato Mundial de Atletismo en Pista Cubierta de 1999 ganó la medalla de bronce en los 800 metros, llegando a meta en un tiempo de 1:45.74 segundos, tras el sudafricano Johan Botha y el danés Wilson Kipketer (plata).